# El Hadjar
El Hadjar è un comune dell'Algeria, situato nella provincia di Annaba.